# Patagonacythere dubia
Patagonacythere dubia är en kräftdjursart som först beskrevs av Brady 1868.  Patagonacythere dubia ingår i släktet Patagonacythere och familjen Hemicytheridae. Inga underarter finns listade i Catalogue of Life.